# Focke-Wulf Fw 30
Die Focke-Wulf Fw 30 „Heuschrecke“ war ein Versuchs-Tragschrauber der Focke-Wulf Flugzeugbau AG. Hierbei handelt es sich um einen Lizenzbau der Cierva C.30.

## Geschichte
Nach der Erprobung mit dem ebenfalls bei Focke-Wulf in Lizenz gebauten Tragschrauber Cierva C.19 bestellte das Reichsluftfahrtministerium (RLM) 1933 zwei Stück des Nachfolgemusters C.30 bei A.V.Roe. Diese wurden im November 1934 geliefert und bei Focke-Wulf als D–EKOM und D–EKOP zugelassen. Sie wurden bei der E-Stelle Rechlin erprobt. Ursprünglich sollte die Hamburger Flugzeugbau GmbH sieben Stück dieses Musters als Nullserie bauen, was aber aus finanziellen Gründen scheiterte. So ging auch dieser Auftrag an Focke-Wulf. Bei einer Einsatzerprobung mit dem Heer im Juli 1935 machte die D–EKOP Bruch, wurde aber wiederhergestellt. Bei der weiteren Erprobung für eine Verwendung an Bord von Schiffen bei der E-Stelle Travemünde ging erneut eine der beiden Maschinen zu Bruch. Über das Schicksal der anderen ist nichts bekannt. Die Fw 30 wurden bei Focke-Wulf gebaut, nachdem die Firma auch dafür die Nachbaurechte erworben hatte. Da das RLM auf die Tragschrauber als Verbindungsflugzeug große Hoffnungen setzte, wurde im Dezember 1935 ein Auftrag auf 36 Flugzeuge erteilt, der wenige Monate später sogar auf 40 erhöht wurde.

## Konstruktion
Die Fw 30 unterschied sich vom Vorgänger hauptsächlich dadurch, dass sie keine Tragflächen mehr hatte. Sie hatte einen Sternmotor Siemens-Halske Sh 14 B mit 140 PS (103 kW), der auf eine zweiflügelige Holzluftschraube arbeitete. Für den Start konnte der sonst nur vom Fahrtwind in Drehung gehaltene Dreiblatt-Rotor kurzzeitig mittels einer auskuppelbaren Wellenverbindung auf die nötige Drehzahl gebracht werden.

## Technische Daten

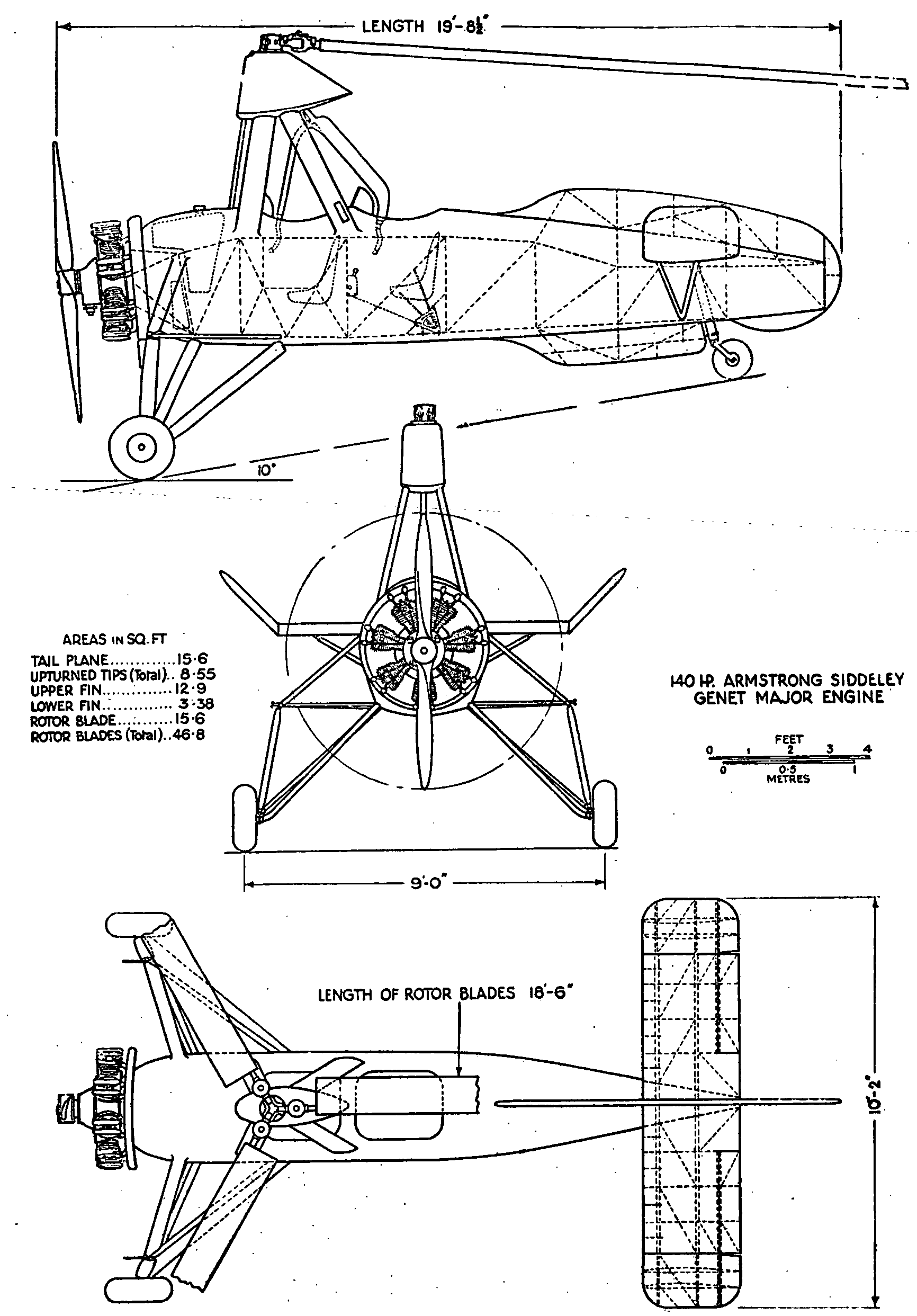
Dreiseitenansicht Avro C30A (englische Beschriftung)

| Kenngröße             | Daten                                            |
| --------------------- | ------------------------------------------------ |
| Besatzung             | 2                                                |
| Länge                 | 6,00 m                                           |
| Rotor Ø               | 11,28 m                                          |
| Höhe                  | 3,38 m                                           |
| Leermasse             | 554,5 kg                                         |
| Startmasse            | 818,0 kg                                         |
| Motor                 | ein 7-Zylinder-Sternmotor Siemens-Halske Sh 14 B |
| Leistung              | 140 PS (103 kW)                                  |
| Höchstgeschwindigkeit | 177 km/h                                         |
| Reisegeschwindigkeit  | 153 km/h                                         |
| Reichweite            | 458 km                                           |